# Myripristis gildi
Myripristis gildi är en fiskart som beskrevs av Greenfield, 1965. Myripristis gildi ingår i släktet Myripristis och familjen Holocentridae. IUCN kategoriserar arten globalt som sårbar. Inga underarter finns listade i Catalogue of Life.